# بی‌مصرف‌ها (مجموعه فیلم)
بی‌مصرف‌ها (به انگلیسی: The Expendables) یک مجموعه فیلم اکشن و دلهره‌آور آمریکایی که شامل مجموعه‌ای از فیلم‌ها می‌شود که توسط سیلوستر استالونه نوشته شده و بر اساس شخصیت‌های خلق شده توسط دیوید کالاهام نوشته شده‌است.
در این فیلم‌ها بازیگران گروهی بازی می‌کنند که مهمترین آنها سیلوستر استالونه و جیسون استاتهام هستند. این مجموعه فیلم به منظور ادای احترام به فیلم‌های اکشن پرفروش دهه‌های ۱۹۸۰ و ۱۹۹۰ ایجاد شد و همچنین ستایش از ستارگان اکشن آن دهه‌ها و همچنین ستارگان جدیدتر در این فیلم‌ها حضور دارند. این مجموعه شامل سه فیلم بی‌مصرف‌ها (۲۰۱۰)، بی‌مصرف‌ها ۲ (۲۰۱۲) و بی‌مصرف‌ها ۳ (۲۰۱۴)، و بی‌مصرف‌ها ۴ قرار است در سال ۲۰۲۳ اکران شود. بسیاری از منتقدان استفاده از طنز و صحنه‌های اکشن را تحسین کردند. این فیلم‌ها در گیشه نیز موفق بوده‌اند.